# Квинт Невий Корд Суторий Макрон
Квинт Не́вий Корд Суто́рий Макро́н (лат. Quintus Naevius Cordus Sutorius Macro; родился около 21 года до н. э., Альба Фуценция, Римская империя — умер в 38 году, Рим, Римская империя) — древнеримский военный деятель, префект претория в 31—38 годах. Активный участник придворных интриг.

## Биография

### Происхождение ивоенно-гражданская карьера
Макрон родился в Италии, в городе Альба Фуценция (ныне Масса-д'Альбе) и происходил из сословия всадников. Согласно одной из версий, мог принадлежать к Фабиевой трибе. В неустановленном году Корда усыновил некто Квинт Невий, а его родной отец, предположительно, мог носить преномен Луций.
Благодаря одной надписи известно, что Квинт Невий успел побывать и префектом вигилов — римской городской стражи. Затем находился в свите императора Тиберия на Капри, где считался сторонником префекта преторианцев Луция Элия Сеяна, однако, впоследствии сыграл одну из ключевых ролей в его устранении.
В ночь на 18 октября 31 года Макрон прибыл в Рим, имея секретный приказ Тиберия принять командование преторианскими когортами. По его приказу здание сената было оцеплено вигилами, а сам он огласил письмо Тиберия с обвинением Луция Элия Сеяна. После ареста последнего Макрон отправился в лагерь преторианцев, чтобы предотвратить их возможное выступление. После казни Сеяна Макрон становится префектом преторианцев.
В последние годы правления Тиберия Макрон сделал ставку на Калигулу как будущего преемника императора. Его супруга, Энния, с 34 года состояла в любовной связи с Калигулой. По мнению Светония, Калигула обольстил её, впрочем, более правдоподобной представляется версия Корнелия Тацита, согласно которой Макрон сам подтолкнул жену к связи с Калигулой, надеясь таким образом упрочить своё влияние.
16 марта 37 года Макрон присутствовал при смерти Тиберия, причём, по мнению Тацита, именно он задушил императора. Новый император подозревал Макрона в стремлении захватить власть, вследствие чего, в 38 году, Калигула приказал арестовать Макрона и его жену. Находясь под арестом, оба совершили самоубийство.

## В художественной литературе
Отношения Калигулы с Макроном и его женой, Эннией, подробно описываются в романе чехословацкого писателя Йозефа Томана «Калигула, или После нас хоть потоп» (1963). Также Макрон выведен, как герой в историко-биографическом романе английского писателя Роберта Грейвса «Я, Клавдий» (1934), написанным от лица императора Клавдия.